# Neoleptodesmus orizabae
Neoleptodesmus orizabae är en mångfotingart som först beskrevs av Jean-Henri Humbert och Henri Saussure 1869.  Neoleptodesmus orizabae ingår i släktet Neoleptodesmus och familjen Rhachodesmidae. Inga underarter finns listade i Catalogue of Life.